# Спилвил (Ајова)
Спилвил (енгл. Spillville) град је у америчкој савезној држави Ајова. По попису становништва из 2010. у њему је живело 367 становника.

## Демографија
Према попису становништва из 2010. у граду је живело 367 становника, што је -19 (-4.9%) становника више него 2000. године.
| Група             | 2000.       | 2010.       |
| Белци             | 377 (97,7%) | 353 (96,2%) |
| Афроамериканци    | 0 (0,0%)    | 1 (0,3%)    |
| Азијати           | 1 (0,3%)    | 0 (0,0%)    |
| Хиспаноамериканци | 6 (1,6%)    | 12 (3,3%)   |
| Укупно            | 386         | 367         |